# Stanley Donen
Stanley Donen (Columbia, 13 april 1924 – New York, 21 februari 2019) was een Amerikaans filmregisseur, choreograaf en danser. Hij behaalde zijn grootste successen in de jaren vijftig van de twintigste eeuw met films als Singin' in the Rain, Seven Brides for Seven Brothers en Funny Face. Donen werkte aanvankelijk samen met acteur, regisseur en danser Gene Kelly, maar boekte al snel successen als zelfstandig regisseur. Hij werd in 1998 onderscheiden met een ere-Academy Award voor zijn hele oeuvre.

## Van danser naar regisseur (1930 -1949)
Donen groeide op in Columbia in South Carolina en had naar eigen zeggen een ongelukkige jeugd. Troost vond hij in de bioscoop. In 1933 zag Donen de film Flying Down to Rio met Fred Astaire en Ginger Rogers. Vanaf dat moment wilde hij maar een ding, dansen in een musical. In 1940 maakte hij op zijn zestiende zijn debuut als danser in de musical Pal Joey. De hoofdrol in het stuk werd gespeeld door een opkomend talent Gene Kelly. Donen en Kelly raakten bevriend en zouden de volgende vijftien jaar regelmatig intensief samenwerken. In 1943 vertrok Donen op aandringen van Kelly naar Hollywood waar hij een zevenjarig contract kreeg bij Metro-Goldwyn-Mayer, de studio van de grote filmmusicals. Al snel regisseerde Donen de dansscènes van zijn vriend Kelly in Cover Girl (1944). Samen met Kelly was Donen verantwoordelijk voor een nieuwe richting in de filmmusical. Ze maakten niet langer verfilmde dansrevues, maar films waarin het verhaal een eenheid vormde met de muziek en liedjes. De nieuwe stijl was duidelijk zichtbaar in Anchors Aweigh uit 1945, waarin Kelly danst met een tekenfilmmuis. Het idee hiervoor kwam van Donen. De samenwerking met Kelly werd voortgezet met Take Me Out to the Ball Game en On the Town, beide uit 1949. Met de verfilming van On the Town brak Donen met een andere Hollywoodtraditie. Tot die tijd werden musicals opgenomen in de studio, maar Donen filmde delen van de film op locatie in New York. De stad werd daarmee een personage in de film.

## Singin' in the Rain (1950-1959)
Na het succes van On the Town kreeg Donen een zevenjarig contract bij MGM als regisseur en begon hij zich langzaam los te maken van Kelly. Met zijn oude held Fred Astaire maakte hij Royal Wedding in 1951. Toch zou zijn grootste succes in de jaren vijftig weer met Kelly zijn. In 1952 regisseerde hij met Kelly Singin' in the Rain. De film werd geproduceerd door Alan Freed, geschreven door het beroemde schrijversduo Betty Comden en Adolph Green en bevatte liedjes uit de MGM catalogus uit de jaren dertig. Donen regisseerde nog enkele films voor hij weer een klapper maakte met een filmmusical. Seven Brides for Seven Brothers was losjes gebaseerd op de Sabijnse maagdenroof en bevatte spectaculaire dansscènes die werden gechoreografeerd door Michael Kidd. De film was een groot financieel succes en vestigde definitief de naam van Donen. Door zijn succes als regisseur was Donen niet zo gelukkig met het aanbod van Gene Kelly om weer samen een musical te maken en wel een vervolg op On the Town. Aangezien echter de oorspronkelijk acteurs, op Kelly na, door de studio werden afgekeurd, werd It's Always Fair Weather een film met een eigen verhaal. Het was weer een musical, maar de tijd van de grote MGM-musicals was inmiddels voorbij en de film flopte. De vriendschap van Donen en Kelly, die toch al onder druk stond, werd tijdens de opnames definitief verbroken. Samen met Fred Astaire en Audrey Hepburn maakte hij in 1957 Funny Face, en vervolgens The Pajama Game met Doris Day. Beide films waren hits en sloten het contract dat Donen had met MGM af. In 1958 besloot hij om zich te gaan vestigen als onafhankelijk producent en regisseur.

## Onafhankelijk (1960-1999)
De eigen productiemaatschappij die Donen in het leven riep, kreeg de naam Grandon Productions. De eerste film was de romantische komedie Indiscreet met Ingrid Bergman en Cary Grant. De film was een groot succes en schaarde Donen definitief onder de grote regisseurs. Donen maakte nog enkele films in de jaren vijftig, maar begon zich meer en meer ongemakkelijk te voelen in Hollywood. Na de film The Grass Is Greener in 1960, verhuisde hij naar Engeland. Tegen zijn biograaf J.A. Casper zei hij dat hij "wegwilde uit de Hollywood rat race". In 1963 maakte hij in Londen de film Charade met Cary Grant en Audrey Hepburn. De film wordt gezien als een van zijn meesterwerken en kreeg de bijnaam, de "beste Hitchcockfilm die niet door Hitchcock werd gemaakt". Andere films van Donen uit zijn 'Britse periode' zijn Arabesque uit 1966, Two for the Road (1967), de bizarre samenwerking met Peter Cook en Dudley Moore in Bedazzled (1967) en het controversiële Staircase uit 1969 over een homoseksueel stel.
Na de scheiding van zijn derde vrouw in 1971 maakte Donen weer plannen om terug te keren naar de VS. In 1972 hertrouwde hij en verhuisde naar Hollywood. Zijn eerste project, een filmmusical op tekst en muziek van Lerner en Loewe, The Little Prince (1974) flopte. De film Lucky Lady uit 1975 met Liza Minnelli en Burt Reynolds deed het beter aan de kassa. Pas drie jaar later maakte Donen het experimentele Movie Movie waar hij een parodie maakte op de filmwereld, door twee korte films, (Dynamite Hands en Baxter Beauties of 1933) als 'double bill' uit te brengen, compleet met neptrailers. In 1980 vertilde hij zich aan de Science Fictionfilm Saturn 3 met Kirk Douglas, een film die flopte aan de kassa en ook door de critici slecht werd gewaardeerd. Zijn laatste bioscoopfilm was Blame it on Rio uit 1984, een remake van Un moment d'égarement van Claude Berri uit 1977. Ondanks de slechte kritieken, was de film redelijk succesvol in de bioscopen. Na deze film legde Donen zich toe op televisie en regisseerde onder andere een videoclip van Lionel Richie. In 1999 maakte hij nog een tv-film Love Letters voor ABC. Het werd zijn laatste professionele klus.

## Onderscheidingen
- 1967 San Sebastián International Film Festival Golden Seashell Award voor Two for the Road
- 1989 Los Angeles Film Critics Association Awards Career Achievement Award
- 1995 National Board of Review Billy Wilder Award
- 1995 San Francisco International Film Festival Akira Kurosawa Award
- 1996 Palm Springs International Film Festival Director's Achievement Award
- 1998 Academy Honorary Award (ere-Oscar voor zijn hele oeuvre)
- 1999 Palm Beach International Film Festival Lifetime Achievement Award
- 1999 Joseph Plateau Awards Life Achievement Award
- 1999 American Cinema Editors Awards Golden Eddie Filmmaker of the Year Award
- 2000 ASCAP Film and Television Music Awards Opus Award
- 2001 Savannah Film Festival Johnny Mercer Award
- 2002 American Society of Cinematographers Awards Board of the Governors Award
- 2004 Venice Film Festival Career Golden Lion
- 2010 Film Society of Lincoln Center tribute and retrospective
- 2011 Israel Film Festival Lifetime Achievement Award

## Filmografie
- 1943 Best Foot Forward (choreografie)
- 1944 Cover Girl (choreografie)
- 1944 Hey, Rookie (choreografie)
- 1945 Anchors Aweigh (choreografie)
- 1945 Holiday in Mexico (choreografie)
- 1946 No Leave, No Love (choreografie)
- 1947 Living in a Big Way (choreografie)
- 1947 This Time for Keeps (choreografie)
- 1947 Killer McCoy (choreografie)
- 1948 Big City (choreografie)
- 1948 A Date with Judy (choreografie)
- 1948 The Kissing Bandit (choreografie)
- 1949 Take Me Out to the Ball Game (choreografie)
- 1949 On the Town (regie samen met Gene Kelly)
- 1951 Royal Wedding (regie)
- 1952 Love Is Better Than Ever (regie)
- 1952 Singin' in the Rain (regie en choreografie samen met Gene Kelly)
- 1952 Fearless Fagan (regie)
- 1953 Give a Girl a Break (regie en choreografie)
- 1954 Seven Brides for Seven Brothers (regie)
- 1954 Deep in My Heart (regie)
- 1955 It's Always Fair Weather (regie en choreografie samen met Gene Kelly)
- 1955 Kismet (regie)
- 1957 Funny Face (regie)
- 1957 The Pajama Game (regie)
- 1957 Kiss Them for Me (regie)
- 1958 Indiscreet (regie)
- 1958 Damn Yankees (regie)
- 1960 Once More, with Feeling! (regie)
- 1960 Surprise Package (regie)
- 1960 The Grass Is Greener (regie)
- 1963 Charade (regie)
- 1966 Arabesque (regie)
- 1967 Two for the Road (regie)
- 1967 Bedazzled (regie)
- 1969 Staircase (regie)
- 1974 The Little Prince (regie)
- 1975 Lucky Lady (regie)
- 1978 Movie Movie (regie)
- 1980 Saturn 3 (regie)
- 1984 Blame It on Rio (regie)
- 1986 Moonlighting tv (aflevering ("Big Man on Mulberry Street") (choreografie)
- 1999 Love Letters (tv-film) (regie)